# エルフリーデ・カウン
エルフリーデ・カウン（Elfriede Kaun、1914年10月5日- 2008年3月5日）は、ドイツの陸上競技選手。1936年ベルリンオリンピックの銅メダリストである。

## 経歴
カウンは、ドイツ北部の港湾都市であるキールで育った。1930年に学校を卒業後、保育士になるための学校に通い、1932年に卒業後、すぐにキールの幼稚園に就職した。
1933年に、キールのアスレチッククラブに通い始め、最初は短距離と走幅跳を行っていたが、スピードがあまりなかったため走高跳に変更。1934年7月には北ドイツの大会で2位。8月にはロンドンで開催された国際女子競技大会でも5位という結果を残す。1935年7月には1m60のドイツ記録を樹立。1936年にはベルリンオリンピックに出場。ハンガリーのイボヤ・チャークとイギリスのドロシー・オーダムと1m60の同記録となったが、ジャンプオフの結果銅メダルを獲得した。彼女の活躍は、レニ・リーフェンシュタール監督の記録映画「オリンピア」にも描かれている。
カウンは、2008年3月5日、故郷のキールにおいて亡くなった。第二次世界大戦前のドイツ人オリンピックメダリストとして最後の人物であった。